# HMS Anguilla (K500)
La HMS Anguilla (K500) fue una fragata clase Colony de la Marina Real británica.

## Historia
Fue puesta en grada el 1 de abril de 1943 por Walsh-Kaiser Co., Inc. en Providence, Rhode Island. Inicialmente, se llamaba «USS Hallowell (PG-180)» y su construcción corría por contrato de la Maritime Commission. Fue reclasificada como PF-72 el 15 de abril y renombrada «Machias» el 5 de mayo. Posteriormente, el 10 de junio, fue denominada «Anguilla» por el Reino Unido. Su botadura se llevó a cabo el 14 de julio con el madrinazgo de John S. MacDonald. Terminada la construcción, fue transferida al Reino Unido el 15 de octubre, de acuerdo a la Ley de Préstamo y Arriendo.
En las filas de la Marina Real, la HMS Anguilla sirvió como patrulla y escolta hasta su regreso a los Estados Unidos el 31 de mayo de 1946. La unidad fue vendida a Pro-Industry Products de Nueva York el 13 de junio de 1947.